# Karosa B 931
Karosa B 931 je model městského autobusu, který vyráběla společnost Karosa Vysoké Mýto mezi lety 1995 a 2002 (od roku 1999 v upravené variantě B 931E). Jedná se o nástupce klasického městského typu Karosa B 731.

## Konstrukce
B 931 je dvounápravový autobus s polosamonosnou karoserií panelové konstrukce a standardní výškou podlahy. Oproti předchozímu modelu B 731 je zadní i přední čelo vozu zaobleno a tvoří jej panel ze sklolaminátu a kostra ze svařených profilů. Motor je umístěn za zadní nápravou, v prostoru zadního panelu. Nápravy pocházejí od firem Detva (zadní) a LIAZ (přední s nezávislým zavěšením). Vozidla byla vybavována systémem ABS a ASR. V interiéru jsou použity čalouněné plastové sedačky potažené látkou a nová protiskluzová podlaha. Prostor pro kočárek se nachází v prostoru středních dveří. Pro nástup a výstup cestujících jsou určeny troje dvoukřídlé výklopné dveře v pravé bočnici. Na přání zákazníka bylo možné vůz vybavit elektronickým informačním systémem.
Od roku 1999 byly autobusy B 931 vyráběny výhradně v modifikované variantě označené jako B 931E. Od původního modelu se B 931E liší podlahou sníženou v přední části vozu o 100 mm, odlišnou tuhou přední nápravou Škoda s kotoučovými brzdami.

## Výroba a provoz

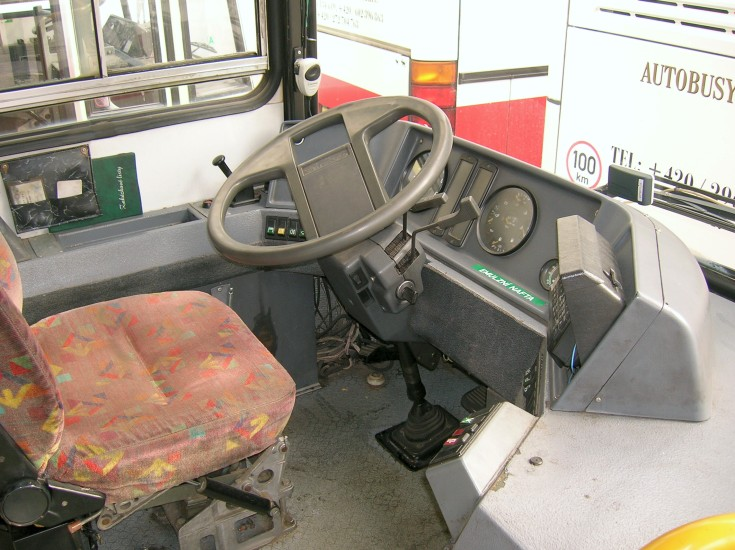
Pohled na stanoviště řidiče prototypu B 931 (B19)

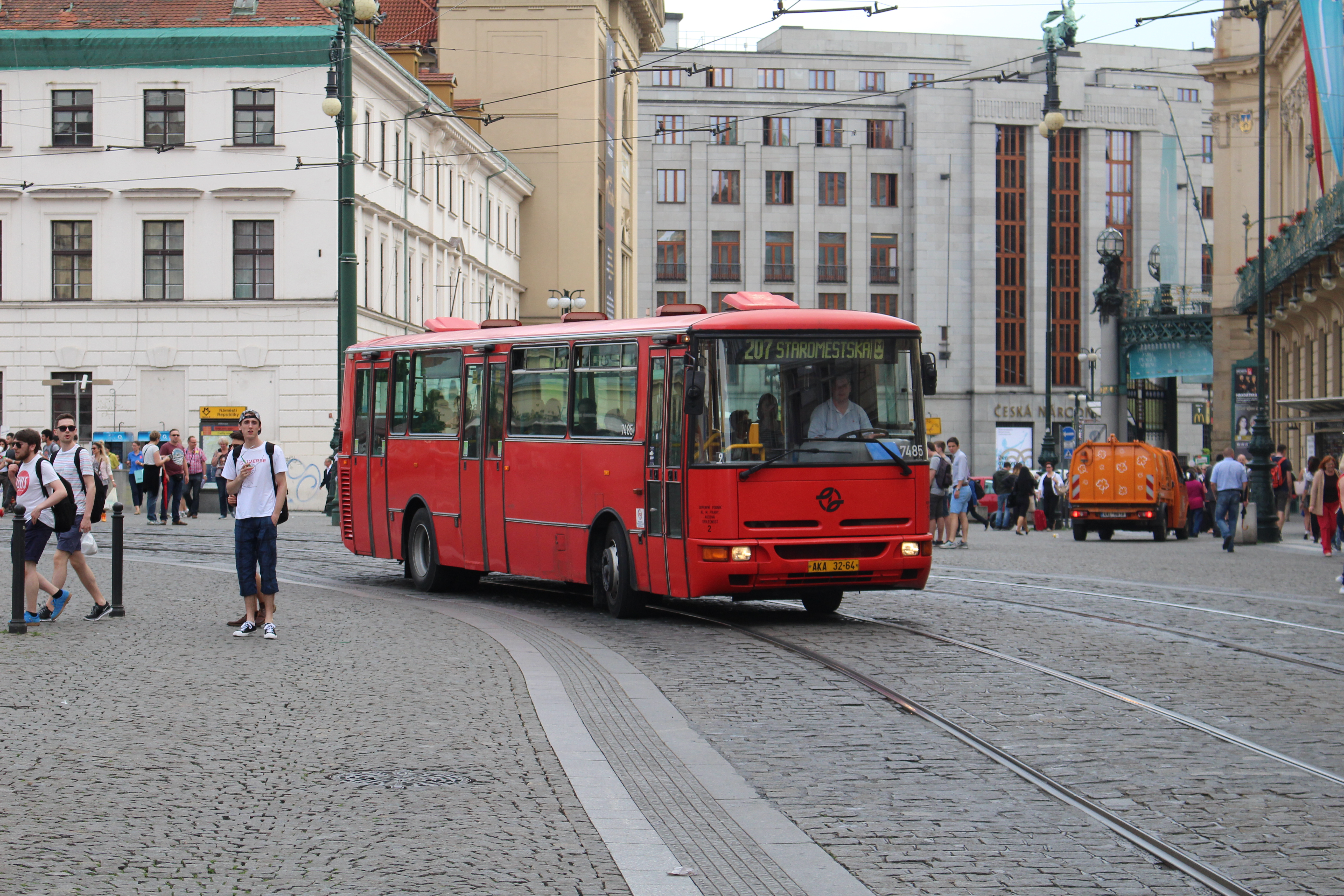
Karosa B 931E v Praze

Prototyp vozu B 931 (vnitropodnikově označený jako B19) byl poprvé představen na Mezinárodní výstavě městské dopravy v Paříži v květnu 1995, v Česku poté na brněnském veletrhu Autotec v červnu téhož roku. Jedenáctikusová ověřovací série, z níž 10 vozů, včetně onoho prototypu, bylo odprodáno DP Praha, byla vyrobena na konci roku 1995. Vozy byly vybaveny jak motory LIAZ (v kombinaci s převodovkou Voith), tak motory Renault (v kombinaci s převodovkou ZF). Sériová výroba začala roku 1996. Od roku 1999 produkovala Karosa upravenou verzi B 931E, výroba tohoto typu byla ukončena roku 2002. Celkem bylo vyrobeno 338 kusů autobusů B 931 a B 931E.
Autobusy B 931 nahradily ve výrobě typ B 731, jehož poslední kusy opustily brány Karosy v roce 1996. Typ B 931 byl dodáván do mnoha měst v Česku a na Slovensku, která provozují MHD, kde spolehlivě nahradil či doplnil právě vozy B 731. Plzeňský vůz ev. č. 435 byl v roce 2008 přestavěn na typ B 932 s mechanickou převodovkou. Větší vyřazování autobusů B 931 začalo ve druhém desetiletí 21. století, kdy začaly být nahrazovány novými nízkopodlažními vozidly. Plzeňský dopravní podnik se v letech 2014–2015 zbavil téměř všech vozů tohoto typu, u pražského a brněnského DP zůstaly v roce 2015 v provozu pouze novější vozy typu B 931E. V září 2018 vyřadil pražský DP i zbývající autobusy Karosa B 931E a poslední plzeňský vůz B 931 vydržel v provozu s cestujícími do konce srpna 2019. Od té doby bylo tedy možné tyto autobusy potkat na běžných linkách již jen v Brně, avšak kvůli dodávkám nových autobusů typu SOR NS 12 byl jejich počet postupně snižován. Poslední vůz byl vypraven do provozu v červenci 2021. Jeden původem plzeňský autobus byl do března 2024 v provozu ve SkiResortu ČERNÁ HORA – PEC v Krkonoších jako skibus.
V září 2022 se v Pražské integrované dopravě z důvodu nedostatku řidičů na lince 171 v rámci subdodávky pro dopravce ČSAD Střední Čechy objevily dva vozy ve vlastnictví soukromé osoby, původem z DP Praha (č. 7353 a 7443).

## Podtypy
- Karosa B 931.1675 – motor Liaz, převodovka Voith
- Karosa B 931.1675.42 – motor Liaz, převodovka Voith
- Karosa B 931.1677 – motor Renault Euro I, převodovka ZF
- Karosa B 931.1679 – motor Renault, převodovka ZF
- Karosa B 931.1681 – motor Renault, převodovka Voith
- Karosa B 931.1687 – motor Renault, převodovka ZF
- Karosa B 931.1689 – motor Liaz, převodovka ZF
- Karosa B 931E.1695 – motor Renault, převodovka Voith, zadní čelo z řady 700
- Karosa B 931E.1697 – motor Renault, převodovka ZF, zadní čelo z řady 700
- Karosa B 931E.1703 – motor Renault, převodovka Voith
- Karosa B 931E.1707 – motor Liaz, převodovka Voith
- Karosa B 931E.1711 – motor Renault, převodovka ZF

## Historické vozy
- Technické muzeum v Brně (DPMB ev. č. 7425)
- ŠKODA – BUS klub Plzeň (plzeňský vůz ev. č. 435, přestavěn na B 932)
- František Neumann, Praha (ex DP Praha ev. č. 7439)
- František Neumann, Praha (ex TRADO-MAD ev. č. 40 prototyp B 02)
- soukromá osoba (ex DP Praha ev. č. 7263)
- soukromá osoba (ex DP Praha ev. č. 7265)
- soukromá osoba (ex DP Praha ev. č. 7310)
- soukromá osoba (ex DP Praha ev. č. 7353)
- soukromá osoba (ex DP Praha ev. č. 7443)
- soukromá osoba (ex DP Praha ev. č. 7444)
- soukromá osoba (ex DP Praha ev. č. 7446)
- soukromá osoba (ex DP Praha ev. č. 7470)
- soukromá osoba (ex DP Praha ev. č. 7471)
- soukromá osoba (ex DPMB 7464)
- Auto Skaver – automuzeum Dětřichov (ex DP Praha ev. č. 7269)
- PMDP (vůz č.442)